# Hermann Kutter
Hermann Kutter (* 12. September 1863 in Bern; † 22. März 1931 in St. Gallen) war ein Schweizer evangelischer Theologe und einer der Begründer des dortigen religiösen Sozialismus. Er war der Sohn von Wilhelm Rudolf Kutter.

## Lebensstationen
Kutter stammte aus einem pietistischen Elternhaus und studierte Evangelische Theologie in Basel, Bern und Berlin. In seiner Studienzeit trat er dem Schweizerischen Zofingerverein bei. 1894 wurde er Pfarrer in Vinelz am Bielersee. Mit einer Arbeit über Clemens Alexandrinus wurde er 1896 in Zürich zum Lizenziaten der Theologie promoviert. Von 1898 bis zur Pensionierung 1926 wirkte er als Pfarrer am Zürcher Neumünster, wo er soziale Projekte initiierte und mit der ehrenamtlichen Armenfürsorgerin Elisabeth Luz zusammenarbeitete.
Er wurde schlagartig bekannt, als er in der Schrift Sie müssen! (1903) die Sozialdemokraten als «Werkzeuge Gottes zur Schaffung einer besseren Zukunft» bezeichnete. Mit Leonhard Ragaz, der Kutters Thesen aufnahm, und anderen Mitstreitern entstand hieraus ab 1906 die religiös-soziale Bewegung in der Schweiz.
Die Theologische Fakultät der Universität Zürich verlieh Kutter 1923 die theologische Ehrendoktorwürde.

## Theologie
Kutter wurde stark beeinflusst von dem Württemberger Prediger Christoph Blumhardt und verband dessen christliche Reich-Gottes-Erwartung mit deutschem Idealismus, zeitgenössischer Lebensphilosophie und sozialistischem Zukunftsglauben. Sein eigenes Gottesbild betonte die «Unmittelbarkeit» des religiösen Erlebens, die «Durchdringung» des Endlichen durch die Dynamik des Unendlichen, so dass Gott für ihn die «einzige Lebensrealität» war. Diese Vorstellung nahm in mancher Hinsicht die so genannte «Dialektische Theologie» von Karl Barth, Emil Brunner und anderen damaligen deutschsprachigen Theologen schon vorweg.
Die Menschheitsgeschichte sah Kutter als «Rückkehr zum unmittelbaren Leben». Dieses Ziel verband für ihn Christentum und Sozialismus miteinander. Die Sozialdemokratie sah er als «Werkzeug» des lebendigen Gottes. In seinem Buch Sie müssen! (1903) stellte er ihre Anhänger als unbewusste Diener Gottes dar, die der Welt das Gericht und die grosse Wende verkündigen müssen. «Heutzutage», schrieb Kutter in Sie müssen!, «werden die Sozialdemokraten von allen Leuten geschmäht. Ich glaube fast, da ist etwas von Gott offenbar geworden.» Die berühmten letzten Worte des Buches lauten: «Gottes Verheißungen erfüllen sich in den Sozialdemokraten: Sie müssen.» Er selbst trat jedoch – anders als seine Wegbegleiter Ragaz und Barth – nicht in die Sozialdemokratische Partei ein, wie er auch Evangelium und Sozialismus nicht gleichsetzte.

## Schriften (Auswahl)
- Die Welt des Vaters, 1901
- Das Unmittelbare, eine Menschheitsfrage, 1902
- Sie müssen! Ein offenes Wort an die christliche Gesellschaft, 1903
- Die Revolution des Christentums, 1908
- Erfahrung. Die Weihnachtserfahrung eines Buben, 1915
- Reden an die deutsche Nation, 1916
- Das Bilderbuch Gottes für Groß und Klein, 1917
- Im Anfang war die Tat, 1923
- Wo ist Gott?, 1926
- Not und Gewißheit, 1926
- Plato und wir, 1927
- Mein Volk, 1929